# Cospeito (parroquia)
Cospeito (llamada oficialmente Santa María de Cospeito) es una parroquia española del municipio de Cospeito, en la provincia de Lugo, Galicia.

## Organización territorial
La parroquia está formada por trece entidades de población, constando diez de ellas en el nomenclátor del Instituto Nacional de Estadística español:

### Entidades de población
Entidades de población que forman parte de la parroquia:
- Agrelo
- A Torre
- Bao (O Vao)
- Bodenlle
- Fonte (A Fonte)
- Mornelo (O Mornelo)
- O Toiral
- Paredes
- Perotato
- Rebuxín
- Regueira (A Regueira)
- Ribela

### Despoblado
Despoblado que forma parte de la parroquia:
- Teixoeiras (As Teixoeiras)

## Demografía
| Gráfica de evolución demográfica de Cospeito entre 2000 y 2019 |
|                                                                |
| Datos según el nomenclátor publicado por el INE.               |